# Aleksander
Aleksander je moško osebno ime.

## Slovenske različice imena
- moške različice imena: Ale, Aleks, Aleksa, Aleksandar, Aleksej, Aleksi, Aleksij, Alekš, Alessandro, Aleš, Alex, Alexander, Aljoša, Sandi, Sandor, Sandro, Sanel, Sanja, Sanjo, Saša, Sašo, Saško, Šandor, Šanji, Šani
- ženske različice imena: Aleksandra, Aleksandrija, Aleksandrina, Aleksa, Alekseja, Aleksija, Aleksina, Aleša, Aleška, Alexia, Alja, Aljoša, Sanda, Sandra, Sanja, Saša, Saška, Sendi, Alesa

## Tujejezikovne različice imena
- pri Angležih: Alexander, Alex, Xander
- pri Arabcih: ﺇﺳﻛﻧﺪﺭ (Iskandar)
- pri Bošnjakih: Aleksandar
- pri Bolgarih: Александър (Aleksándər)
- pri Čehih: Aleksandr
- pri Fincih: Aleksanteri
- pri Francozih: Alexandre.
- pri Grkih: Αλέξανδρος (Aléxandros)
- pri Italijanih: Alessandro
- pri Litvancih: Aleksandras
- pri Madžarih: Sándor
- pri Nemcih: Alexander, Alex, Xander, Zander
- pri Nizozemcih: Alexander, Sander, Alexia (ž)
- pri Perzijcih: ﺇﺳﻛﻧﺪﺭ (Eskandar)
- pri Poljakih: Aleksander
- pri Portugalcih: Alexandre
- pri Romunih: Alexandru.
- pri Rusih: Александр (Aleksándr)
- pri Srbih: Александар (Aleksandar)
- pri Slovakih: Alexander
- pri Špancih: Alejandro
- pri Turkih: Iskender
- pri Ukrajincih: Олександр (Oleksándr)

## Izvor in pomen imena
Ime Aleksander, latinsko Alexander izvira iz grškega imena Αλέξανδρος (Aléksandros). To razlagajo kot zloženko iz grških besed αλεξω  (aleksō) v pomenu besede »branim, branitelj« in ανηρ (anēr) v rodilniku ανδρoς (andros) »mož, moški«.

## Pogostost imena
Po podatkih Statističnega urada Republike Slovenije je bilo na dan 31. decembra 2007 v Sloveniji število moških oseb z imenom Aleksander: 5.516. Med vsemi moškimi imeni pa je ime Aleksander po pogostosti uporabe uvrščeno na 47. mesto.

## Osebni praznik
V katoliškem koledarju je ime Aleksander zapisano štirikrat. Poleg Aleksandra na te dneve godujejo tudi različice imen, ki izhajajo iz tega imena. Pregled godovnih dni po novem bogoslužnem koledarju v katerih goduje Aleksander.
- 26. februarja (aleksandrijski škof, † 328),
- 24. marca (Aleksander mučenec, † 305) ali
- 22. aprila (Aleksander mučenec, † 178)
- 3. maja (Aleksander I. papež, † 115)

## Znani nosilci imena
- Aleksander, grški kralj (1893—1920)
- Aleksander Afrodizijski (grško Alexandros Aphrodisios), imenovan Egzegeta, grški filozof (živel okoli 200 pr. n. št.)
- Aleksander Aleksandrovič  Aljehin, ruski šahist
- Aleksander Beljavski, ukrajinsko slovenski šahist
- Aleksander Dubček, češkoslovaški politik in državnik slovaškega rodu
- Aleksander Etoljanin (grško Alexandros Aitolios), grški pesnik (* 3. stol. pr. n. št.)
- Aleksander iz Fer, leta 379 pr. n. št. premagal tebanskega državnika Pelopidasa
- Aleksander Halifman, ruski šahist
- Aleksander iz Halesa, frančiškan, angleški sholastik (* ok. 1170—1245)
- Aleksander Iljič Ahiezer, ruski fizik
- Aleksander Ivanovič Pavlovič, ruski car (1777—1825)
- Aleksander Jagoljevič, poljski kralj (1461—1506)
- Aleksander Jaroslavič Nevski, ruski knez
- Aleksander Karađorđević, prestolonaslednik Jugoslavije (* 1945)
- Aleksander Karađorđević, vladajoči knez Srbije (1806—1885)
- Aleksander Nikolajevič Skrjabin, ruski skladatelj
- Aleksander Obrenović, srbski kralj
- Aleksander Roeški, kanonik v Kölnu († pred 1300)
- Aleksander Sergejevič Puškin, ruski književnik
- Aleksander Sever (latinsko Marcus Aurelius Severus Alexander), rimski cesar (208—235)
- Aleksander Nikolajevič Skrjabin, ruski skladatelj
- Aleksander Solženicin, ruski književnik
- Aleksander iz Tellesa, grški zdravnik (živel v 6. stoletju)
- Aleksander Veliki, makedonski kralj in vojskovodja
- Aleksander Aleksandrovič Volkov, ruski kozmonavt
- Aleksander Aleksandrovič Volkov, ruski politik
- Aleksander Vladimirovič Volkov, ruski tenisač
- Aleksander de Villa Dei, srednjeveški slovničar iz Normandije (1170—1245)
- Aleksander I., knez iz rodbine Hassen-Darmstadt, bolgarski knez (1857—1893)
- Aleksander I., epirski kralj (svak Aleksandra Velikega)
- Aleksander I., škotski kralj (vladal 1107—1124; roj. okoli 1077)
- Aleksander I. Karađorđević, srbsko-jugoslovanski kralj
- Aleksander I. Pavlovič, ruski car (1777—1825)
- Aleksander II. epirski kralj (sin kralja Pira, vladal 294 pr. n. št. do okoli 250 pr. n. št.)
- Aleksander II., škotski kralj (vladal 1214—1249; roj. 1198)
- Aleksander II. Nikolajevič, ruski car (1818—1881)
- Aleksander III., škotski kralj (sin Aleksandra II., vladal 1249—1285)
- Aleksander III. Aleksandrovič, ruski car (1845—1894)
- Aleksander IV. makedonski kralj (vladal v dobi diadohov)

##### Aleksander je bilo ime tudi več papežem
- Papež Aleksander I. (papeževal v 2. stoletju)
- Papež Aleksander II. (papeževal 1061—1073)
- Papež Aleksander III. (papeževal 1159—1181)
- Papež Aleksander IV. (papeževal 1254—1261)
- Protipapež Aleksander V. (papeževal 1409—1410)
- Papež Aleksander VI. (papeževal 1492—1503)
- Papež Aleksander VII. (papeževal 1655—1667)
- Papež Aleksander VIII. (papeževal 1689—1691)

## Zanimivost
Po grški mitologiji je bil Aleksander častni naziv za Trojanca Parisa, ki je ugrabil Heleno in s tem sprožil trojansko vojno. Njegova sestra je bila Aleksandra, skrajšano Kasandra, ki je bila prerokinja. Izraza Kasándrini klici pomeni »brezuspešna svarila«, kasándra pa »prerokovalka nesreče«.